# Holnap lesz fácán
A Holnap lesz fácán Sára Sándor filmrendező 1974-ben készült, 1975-ben bemutatott szatírája. A forgatókönyvet Páskándi Géza Éljen a nyár című filmnovellájából Páskándi Géza és Sára Sándor írta. A dramaturg Csoóri Sándor, a rendező asszisztense András Ferenc volt.

## Szereplők
- Mária – Szegedi Erika
- István – Lohinszky Loránd
- Kozma – Szirtes Ádám
- Kelemen professzor – Benkő Gyula
- Mátyásné – Nagy Anna
- A tanárnő – Szabó Tünde
- Fotós – Huszárik Zoltán
- Kovácsné – Mészáros Ági
- Úszó edző – Szabó Lajos
- Gerontofil – Csongrádi Kata
- A flegma lány (Jolika) – Hernádi Judit
- Kovács Bandi – Fried Péter
- Öreg bácsi – Borsóhalmi József
- Hegedűs – Galkó Balázs
- Természetvédelmis I.[1] – György László
- Tornatanár – Hável László
- Úszómester – Kovács János
- Természetvédelmis II.[1] – Reinitz György
- A filozófus – Szilágyi István

További szereplők: Angelus Iván, Bakody József, Benkő Márta, Berkhardl Myra, Blaskó Balázs, B. Nagy Anikó, Bóta Márta, Bordán Irén, Bódis Irén, Bürös Gyöngyi, Cseke Péter, Dörner György, Előd Ági, Fehér Klára, Ferenczi Krisztina, F. Nagy Károly, Földessy Margit, Förgeteg Balázs, Garamszegi Mária, Gáspár László, Hadsopolu Athina, Horineczky Erika, Hornyánszky Gyula, Horváth Endre, Horváth László, Héjja Sándor, Izsák Imre, Jancs Péter, Juszt Judit, Kalocsay Miklós, Kaposy Sándor, Kovács Ferenc, Kóti Árpád, Kölgyesi György, Laczkó Margit, Lukáts Andor, Lázár Ervin, Medvigy Gábor, Menyhárt Kati, Mihályi Győző, Morvay Zsuzsa, Müller László, Nyakas István, Nyers László, Oszkay Csaba, Papadimitriu Athina, Pogány György, Salamon András, Sebők Klára, Simon László, Sipeki Tibor, Szerencsi Hugó, Szilágyi Elemér, Szirtes Ági, Szűr Mari, Tóth Anikó, Tóth Béla, Udvarias Katalin, Vadász Zoltán, Vajda Márta

## A történet
Egy harmincas házaspár vízitúrázik a Dunán. Vidám fürdőzésüket azonban a természetvédelmi hatóság emberei zavarják meg. Egy lakatlan szigetnél kiparancsolják őket a vízből valami lentebb történt szennyezésre hivatkozva. Reggel kiderül, hogy a sziget nem is teljesen lakatlan. Egy öreg professzor is itt horgászgat, nyaral minden évben évtizedek óta. Délután pedig fiatalok szállnak partra és vernek sátrat a közelükben. Este a tábortűz körül buliznak, és bevonják a házaspárt és a professzort is. Ám szinte észrevétlenül egyre több újonnan érkezett ismeretlen is csatlakozik hozzájuk.
A társaság gyarapodásával pár nap alatt lassan előkerül a képmutatás, prűdség, urizálás, hatalmaskodás. Lassan minden és mindenki, amik elől a többség a városból, a társadalomból a természetbe menekült volna.
A szintén újonnan érkezett Kozma ravaszdi, öncélú hatalmaskodásához társaságot gyűjt maga köré, a többség pedig lassan, fokról-fokra enged, hódol be nekik. Azonban a szolid rémálomnak, a nyárnak, a vakációnak lassan vége. Mindenki sátrat bont, és indul hazafelé.
Az erős szimbólumok között nem nehéz felismerni a kor társadalmának éles kritikáját, és hogy milyen véget jósol a jelen társadalmi berendezkedésének. Elkedvetlenedett, jövőkép nélkülit. Ami a valóságban másfél évtizeddel később sokkal optimistább közhangulatban zajlott. És csak ezután lett lassan ismét aktuális az alkotók úgy tűnik, társadalmi rendszereken átívelően érvényes kritikája.